# Olp
Olp es una localidad perteneciente al municipio de Sort, en la provincia de Lérida, comunidad autónoma de Cataluña, España. En 2019 contaba con 40 habitantes.

## Historia
La localidad contaba hacia mediados del siglo XIX con 133 habitantes. Aparece descrita en el duodécimo volumen del Diccionario geográfico-estadístico-histórico de España y sus posesiones de Ultramar de Pascual Madoz de la siguiente manera:

OLP: l. que forma parte del distr. municipal de Enviny, en la prov. de Lérida (28 horas), part. jud. de Sort (una), aud. terr. y c. g. de Barcelona (46), dióc. de Seo de Urgel (10). Esta sit. en la pendiente de una montaña muy alta, elevado una hora sobre la der. del Noguera Pallaresa; clima frio, padeciéndose inflamaciones y pulmonías: vientos del N. y O. Consta de 24 casas, una fuente é igl. parr. (Sta. María) servida por un cura párroco de térm. Confina el térm.: por el N. con Saurí y Altron (3 horas); E. Rialp (1/1); S. La Bastida (1/2 cuarto), y O. Enviny y Estach (3): brotan dentro de él algunas fuentes, cuyas aguas son fuertes y ferruginosas. El terreno, aunque montuoso, es de buena calidad y feraz. caminos: los trasversales que van á los pueblos contiguos en mal estado. La correspondencia se recibe de Sort por espreso que pagan los particulares, dos veces á la semana. prod.: trigo, centeno, cebada, abundantes nueces y alguna fruta de invierno; cria ganado mular de recría, y el vacuno necesario para la labranza; y caza de algunos conejos, liebres y perdices. comercio; el que resulta de la recria del ganado. pobl.: 18 vec., 133 alm. riqueza imp.: 51,432 rs. contr.: el 14'48 por 100 de esta riqueza.
(Madoz, 1849, p. 265)